# Phyllodactylus lanei
Phyllodactylus lanei är en ödleart som beskrevs av  Smith 1935. Phyllodactylus lanei ingår i släktet Phyllodactylus och familjen geckoödlor. IUCN kategoriserar arten globalt som livskraftig.

## Underarter
Arten delas in i följande underarter:
- P. l. lupitae
- P. l. isabelae
- P. l. rupinus
- P. l. lanei